# Scott C. S. Stone
Pour les articles homonymes, voir Stone.
Scott C. S. Stone, né en 1932 dans une région rurale de l'est du Tennessee, et mort le 11 janvier 2006 à Volcano sur l'île d'Hawaï, est un écrivain américain, auteur de roman policier.

## Biographie
Certains de ses ancêtres sont originaires des Highlands d'Écosse, ou d'origine norvégienne ; d'autres étaient des Cherokees.
Après des études à l'école publique, il s'inscrit à la East Tennessee State University, où obtient un baccalauréat en anglais en 1957. L'année suivante, il déménage avec sa femme à Volcano sur l'île d'Hawaï.
Il amorce une carrière en littérature avec la parution de The Coasts of War (1966), l'un des premiers romans sur la guerre du Viêt Nam.
En 1969, il publie The Dragon’s Eye, un roman policier pour lequel il est lauréat du prix Edgar-Allan-Poe 1970 du meilleur livre de poche original.
Outre une demi-douzaine de romans, il a également fait paraître plusieurs études historiques et monographies relatives pour l'essentiel à Hawaï.

## Œuvre

### Romans
- The Coasts of War (1966)
- The Dragon’s Eye (1969)
- A Share of Honor (1969)
- Spies (1980)
- Song of the Wolf (1985)
- Scimitar (1989)
- The Chinese Robe: a Novel of Suspense (2001)

### Autres publications
- Wrapped In The Wind's Shawl: Refugees Of Southeast Asia And The Western World (1980)
- Land of Fire and Snow--Hawaii's Big Island (1983)
- Honolulu: Heart of Hawaii (1983)
- Pearl Harbor: The Way It Was (1993)
- Flowers of Aloha (1995)
- The Island of Hawaii: From Sail to Space (1997)
- From a Joyful Heart: The Life and Music of R. Alexander Anderson (2001)
- Living Legacy: Outstanding Japanese Women of the 20th Century in Hawaii (2002)
- Yesterday in Hawai'i: A Voyage Through Time (2003)

## Prix et distinctions

### Prix
- Prix Edgar-Allan-Poe 1970 du meilleur livre de poche original pour The Dragon’s Eye[1]